# Hans van Duijn (1950)
Cornelis Johannes (Hans) van Duijn (Rotterdam, 16 februari 1950) is wiskundige en oud-rector magnificus van de Technische Universiteit Eindhoven.
Van Duijn studeerde natuurkunde aan de TU Eindhoven. Daarna promoveerde hij in de wiskunde, bij Bert Peletier aan de TU Delft. Hij werkte vervolgens een aantal jaar als onderzoeker, zowel in het bedrijfsleven als aan universiteiten, tot hij in 2000 voltijdshoogleraar toegepaste analyse werd aan de TU Eindhoven. In 2004 werd hij benoemd tot decaan van de faculteit Wiskunde & Informatica: een functie die hij vervulde tot hij in 2005 benoemd werd tot rector magnificus.

## Rectoraat
Het rectoraat van Van Duijn kende een aantal grote hervormingen op onderwijsgebied. Toen zijn tweede termijn als rector afliep in 2013, was de grootschalige vernieuwing van het bacheloronderwijs net in gang gezet: hij kreeg om die reden een derde termijn waarin hij de klus kon afmaken. Hij is daardoor de langst zittende rector magnificus in de geschiedenis van de universiteit.
Van Duijn stond bekend om zijn ongeremde uitspraken en zijn sterke meningen. In 2013 leidde een door hem voorgesteld vrouwenquotum tot een discussie over discriminatie op de TU en in de media.
Bij zijn pensioneren in 2015 kreeg Van Duijn de ‘Hertog Jan’-onderscheiding toegekend voor zijn bijzondere verdienste aan de provincie Noord-Brabant.

## Na pensionering
Na zijn aftreden als rector was Van Duijn nog bij een aantal projecten betrokken, waaronder de mogelijke oprichting van een technisch university college in Middelburg. Dat initiatief vond uiteindelijk geen doorgang.